# Singerie

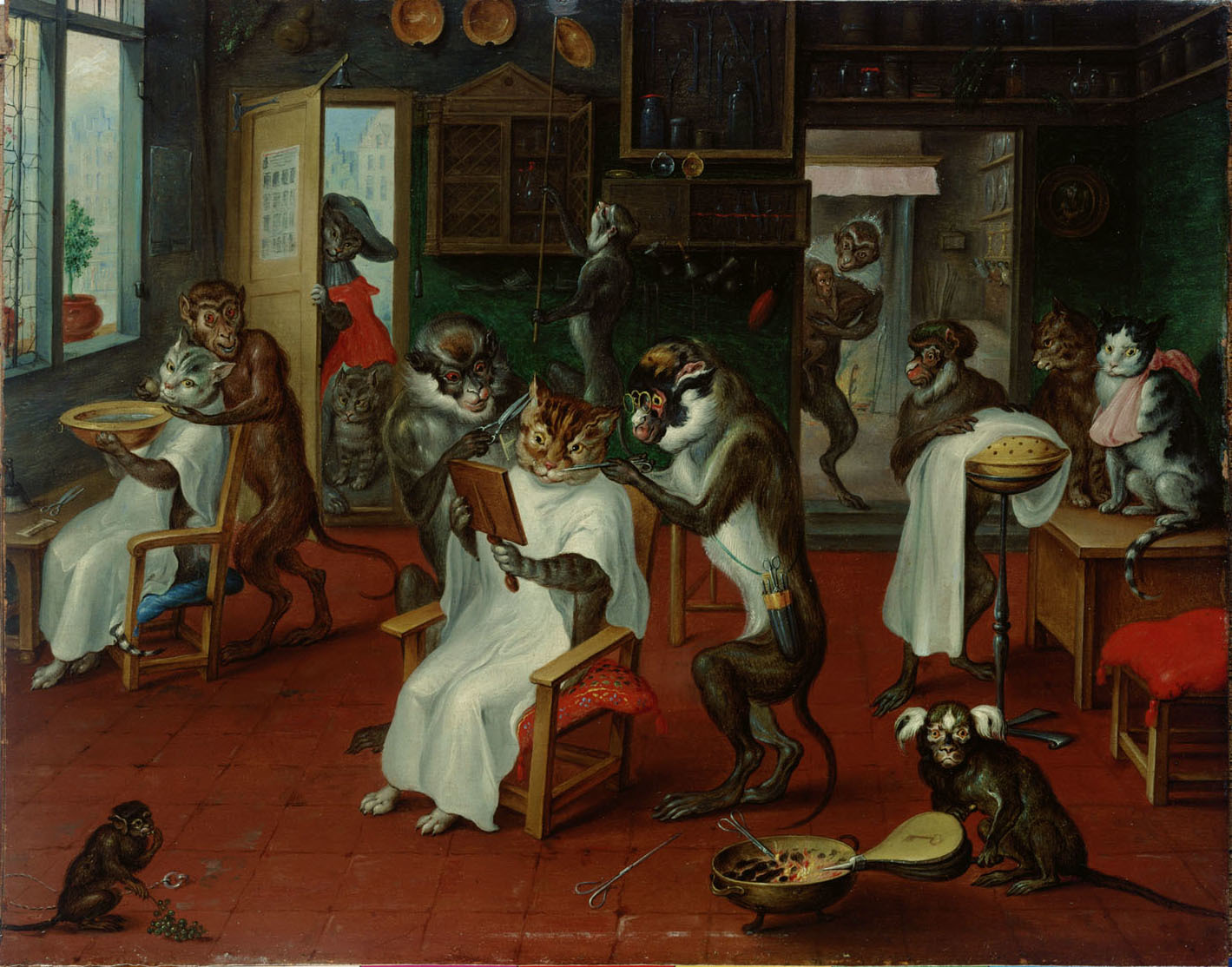
La bottega del barbiere, Abraham Teniers, XVII secolo

Singerie (scimmiottatura) è il termine francese utilizzato per indicare il genere pittorico che ritrae le scimmie in atteggiamenti umani con intento giocoso e satirico. Malgrado discenda da una lunga tradizione, e se ne trovino esempi anche in seguito, la maggiore produzione risale al XVIII secolo, durante il periodo Rococò.
La singerie costituisce un importante aspetto in particolare della decorazione Rococò francese; determinare la sua esatta origine presenta alcune difficoltà per la mancanza di informazioni dettagliate. Non si tratta di un'idea rivoluzionaria, bensì dell'evoluzione di due elementi diversi, ciascuno dotato di una propria tradizione e amalgamatisi insieme. Il motivo pittorico delle scimmie abbigliate e atteggiate come gli esseri umani deriva sicuramente dalle Fiandre, dove aveva goduto di una particolare popolarità durante il XVII secolo.

## Le scimmie nella storia dell'arte
La scimmia è spesso presente nelle opere d'arte, talvolta minuscola e difficile da notare, ma sempre associata a significati specifici e mai casuali.

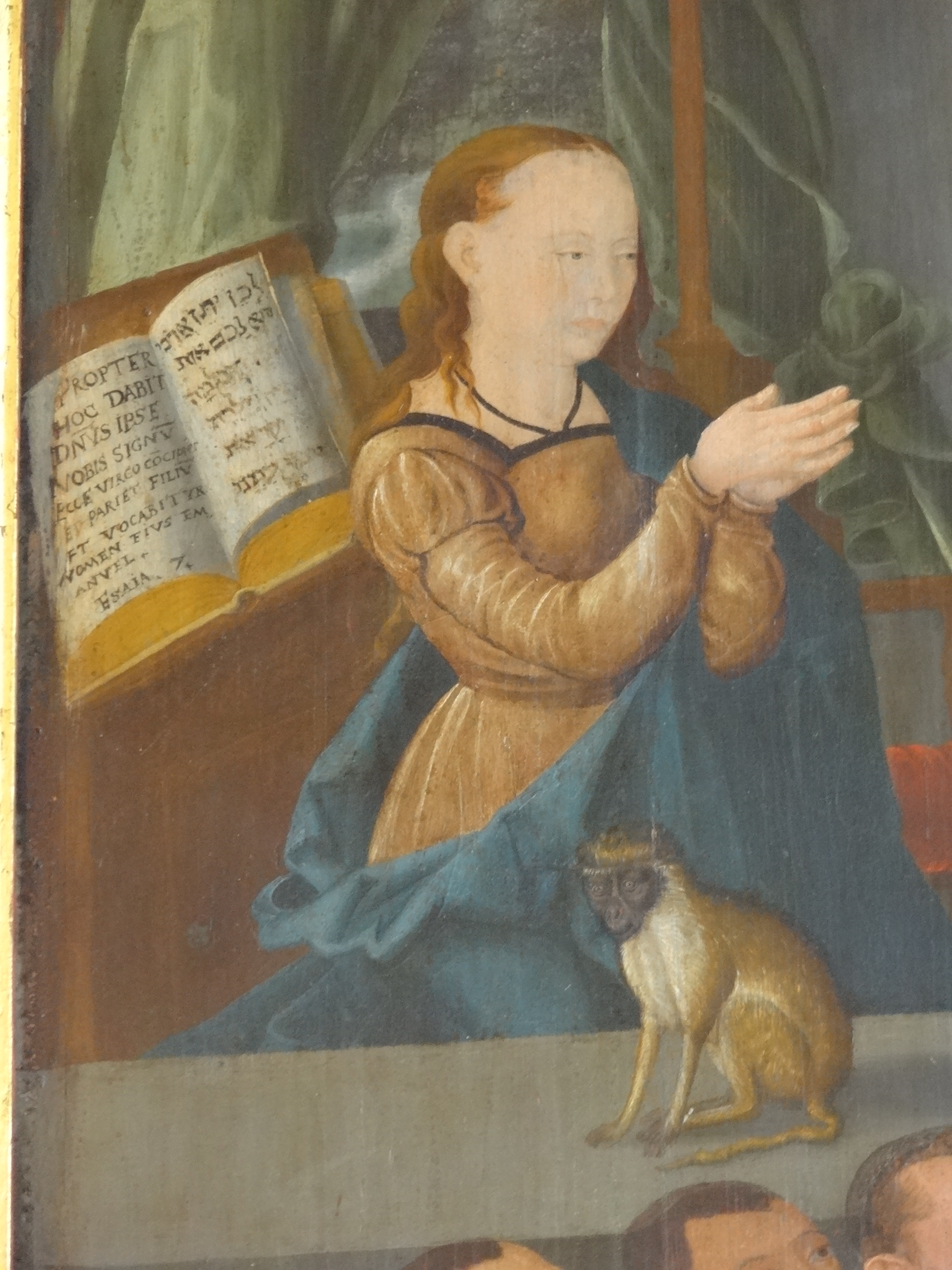
Affresco nella Evangelische Kirche di Münzenberg (particolare)

Dopo l'atteggiamento reverenziale con cui vengono raffigurate dagli Egizi e dagli artisti minoici, civiltà antiche che le celebrano come personificazioni della divinità, le scimmie divengono oggetto di scherno in epoca classica e perfino di terrore durante il Medioevo, perché sono considerate colpevoli, fingendosi umane, di avere oltrepassato il posto loro assegnato nella gerarchia della natura.
Malgrado siano citate soltanto una volta nella Bibbia in riferimento a Salomone, le scimmie nell'arte si trovano anche in molti temi biblici, in particolare nel Giardino dell'Eden nel Medioevo e nel viaggio dei Magi nel Rinascimento.

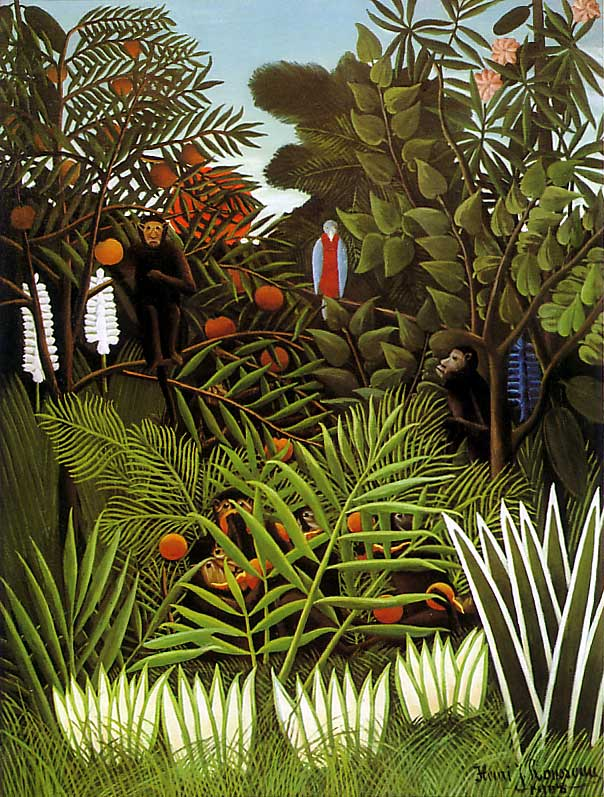
Paesaggio esotico, Henri Rousseau, 1908

In seguito i travestimenti burleschi, non privi di complicità, che sintetizzano la trattazione dell'animale nell'arte occidentale dal Rinascimento a oggi, assumono connotazioni essenzialmente positive, nelle quali l'equazione fra scimmia e libertà è frequente quasi come quella con l'imitazione. Quest'ultima associazione è legata al concetto di Ars sīmia naturae.
Tra il XVI e il XVIII secolo ironia e autoironia diventano espressioni culturali diffuse, mentre l’importazione di specie di scimmie prima sconosciute e il fascino esercitato dall’esplorazione di terre remote si riflettono nelle tappezzerie, nelle porcellane, nei mobili, negli accessori per i camini. Infatti nell’Europa del XVIII secolo i Primati da un lato sono alleati degli artisti nel ridicolizzare le convenzioni di tempi e luoghi vicini, e dall’altro suggeriscono un’atmosfera paradisiaca ispirata dal gusto per la moda cinese e dalla visione della Cina quale sorta di paradiso: nei dipinti dell’estremo Oriente essi incarnano purezza, tranquillità e spiritualità. Questa peculiare associazione continua nel XIX e nel XX secolo, quando le scimmie vengono spesso ritratte all’interno di suggestive immagini paradisiache, in particolare negli Eden di Henri Rousseau e Frida Kahlo.
L’arte contemporanea, infine, pur riflettendo sulla responsabilità umana nei confronti della natura e degli animali, non manca di toni giocosi che veicolano nuovi significati.

## Il generesingerie

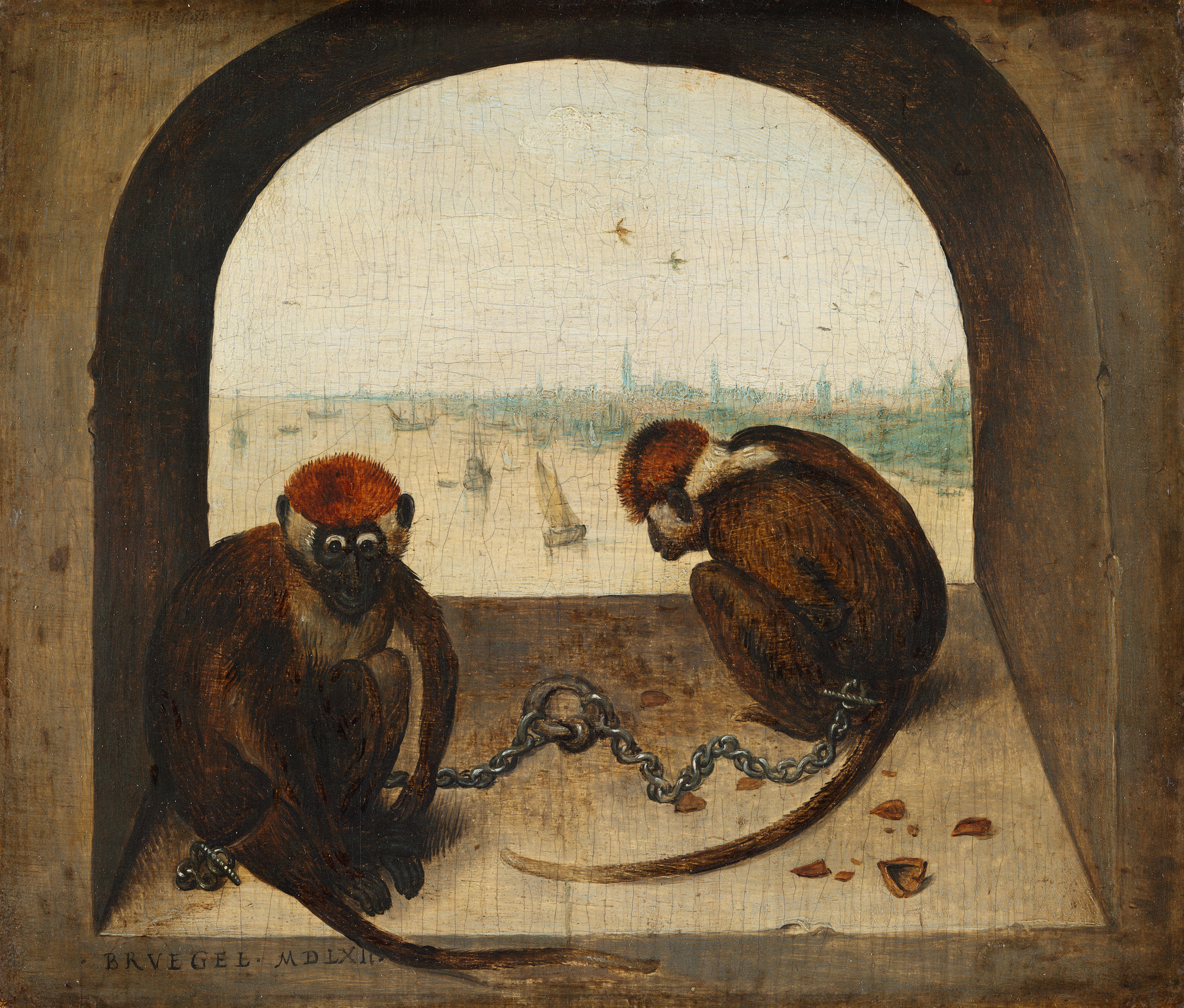
Due scimmie, Pieter Bruegel il Vecchio, 1562

Tra XVI e XVII secolo alcuni artisti fiamminghi, da Bruegel a Teniers, interrompono la tradizione iconografica cattolica integrando la scimmia in scene di genere. L’identificazione con le scimmie nella parodia sociale aiuta gli esseri umani a comprendere se stessi. La scimmia inoltre si allinea con il fascino dell’esotico che gli Europei subiscono attraverso i viaggi nei Continenti americano e asiatico, e con l’influenza cinese sulle decorazioni degli interni.
Le prime incisioni fiamminghe vengono realizzate intorno al 1575 e sono probabilmente debitrici del dipinto Due scimmie di Pieter Bruegel il Vecchio. La diffusione delle stampe influenza diversi artisti fiamminghi, in particolare in Anversa, fra i quali Frans Francken il giovane, Jan Brueghel il Vecchio, Jan Bruegel il Giovane, Sebastian Vrancx e Jan van Kessel il Vecchio. Tuttavia i maggiori esponenti del genere sono i fratelli Teniers, David e Abraham. I due artisti contribuiscono inoltre a diffondere il gusto per la singerie all'estero. Nel tardo XVII secolo anche artisti di nature morte come Nicolaes van Verendael iniziano a ritrarre scimmie.

### La diffusione in Francia
Tra la fine del XVII e soprattutto l'inizio del XVIII secolo il genere si diffonde in Francia, dove Jean Berain è il primo a inserire le scimmie nelle decorazioni a grottesche; il tema viene presto sviluppato da altri artisti. Con Audran, erede artistico di Berain, gli esempi si moltiplicano anche attraverso l’influenza delle elaborate parodie fiamminghe.
Audran nel 1699 affianca, poi sostituisce, Berain nella decorazione del Cabinet des Singes a Meudon, creando arabeschi nei quali ai motivi cinesi alla moda si aggiungono scimmie ritratte al posto dei fauni giocosi utilizzati in precedenza. Stimato dai contemporanei e dalla corona, Audran subentra in seguito anche nella decorazione delle superfici dello Château de Bercy, alle porte orientali di Parigi, iniziata da Pierre Lepautre nel 1712. Per l’esecuzione degli arabeschi Audran si circonda di validi collaboratori, fra i quali Alexandre-François Desportes, Jean-Baptiste Oudry, Antoine Watteau e Christophe Huet; la collaborazione porta inevitabilmente alla reciproca influenza.
Se gli affreschi Grande Singerie e Petite Singerie di Christophe Huet al Castello di Chantilly sono fra i più famosi, l'introduzione in Francia del genere della singerie è opera soprattutto di Watteau, che inoltre trae dalla tradizione italiana le possibilità estetiche e tematiche del travestimento. Le scimmie che Watteau ritrae all'hôtel de Nointel e sul soffitto di rue de Condé a Parigi assumono una connotazione giocosa e sono simboli di modestia e sincerità; in esse appare evidente la scelta dell’abbigliamento ispirato ai tipi italiani della Commedia dell'arte.

## Galleria d'immagini

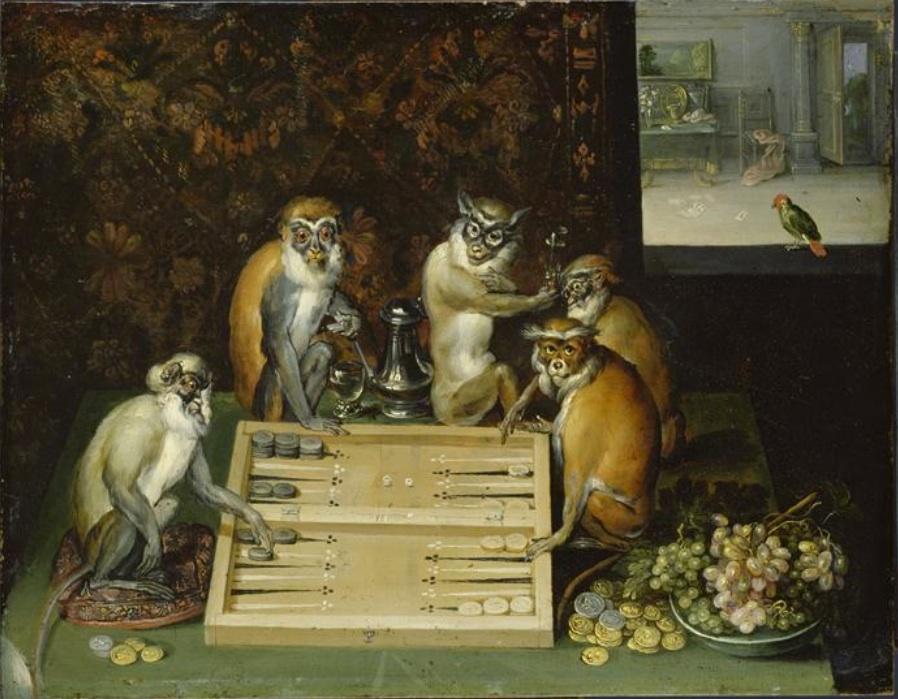
Frans Francken il giovane, Scimmie che giocano a Backgammon, ca. 1599
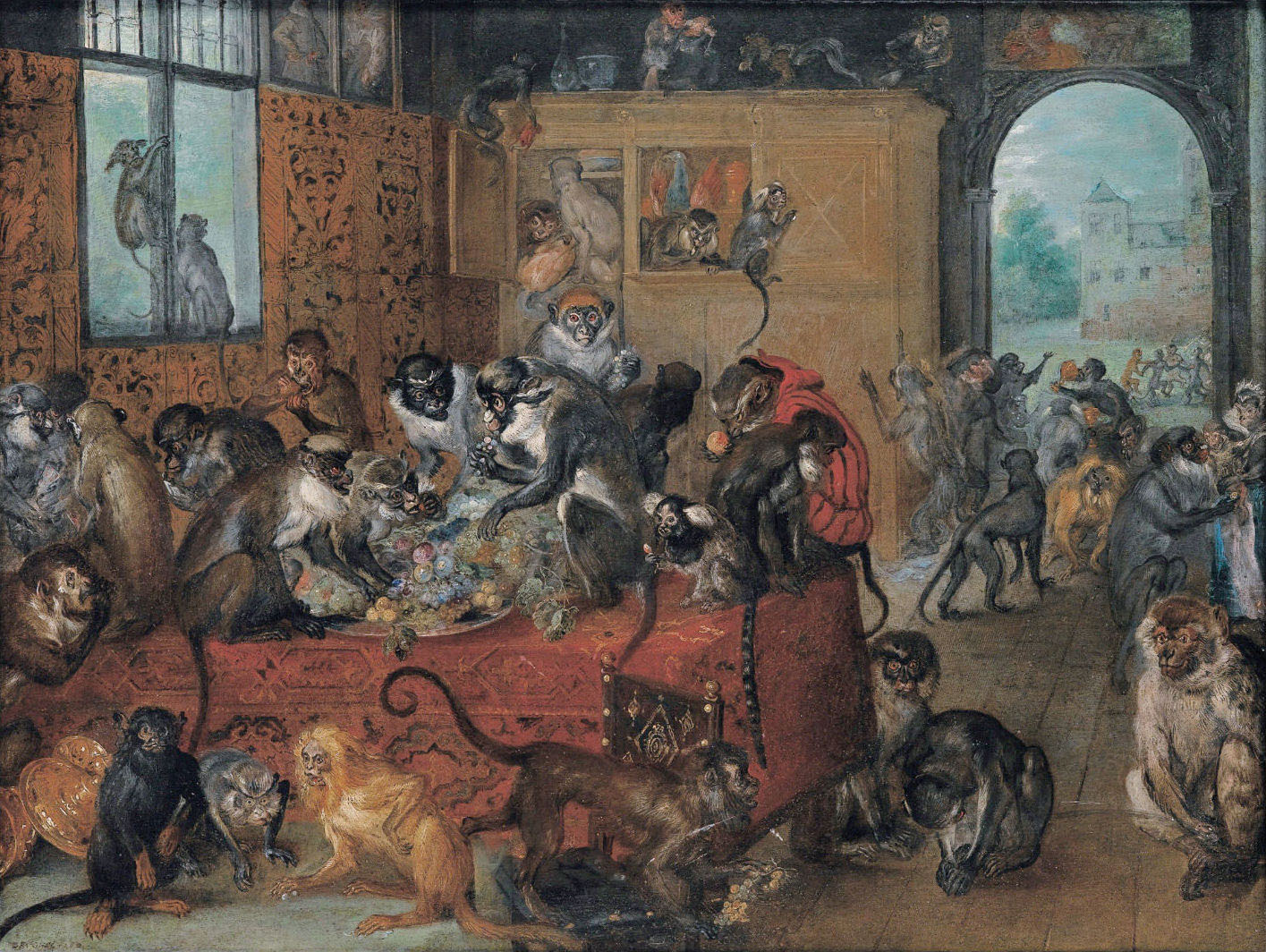
Jan Brueghel il Vecchio, Festino di scimmie, ca. 1620
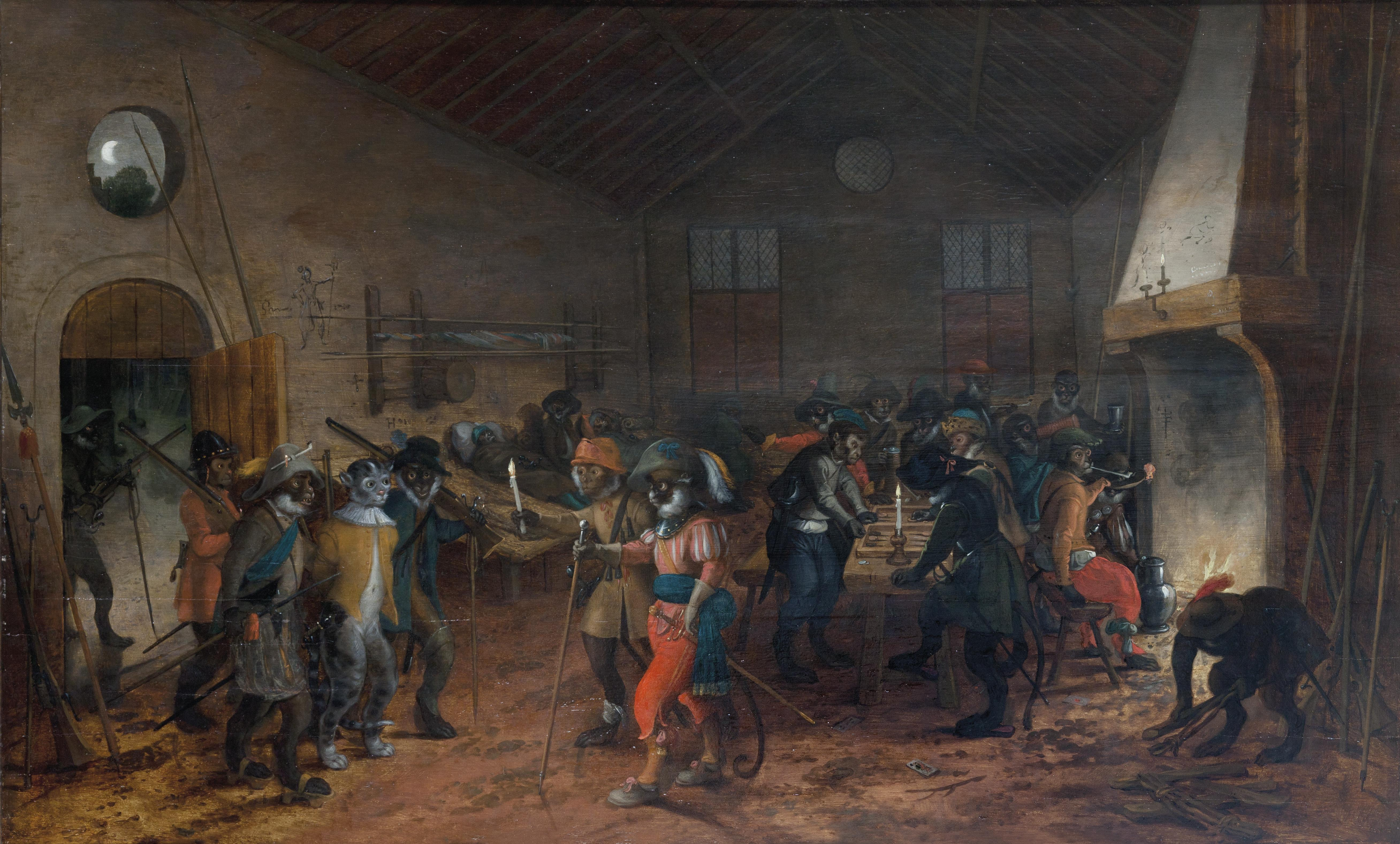
Sebastian Vrancx, Allegoria con scimmie e gatti, ca. 1630
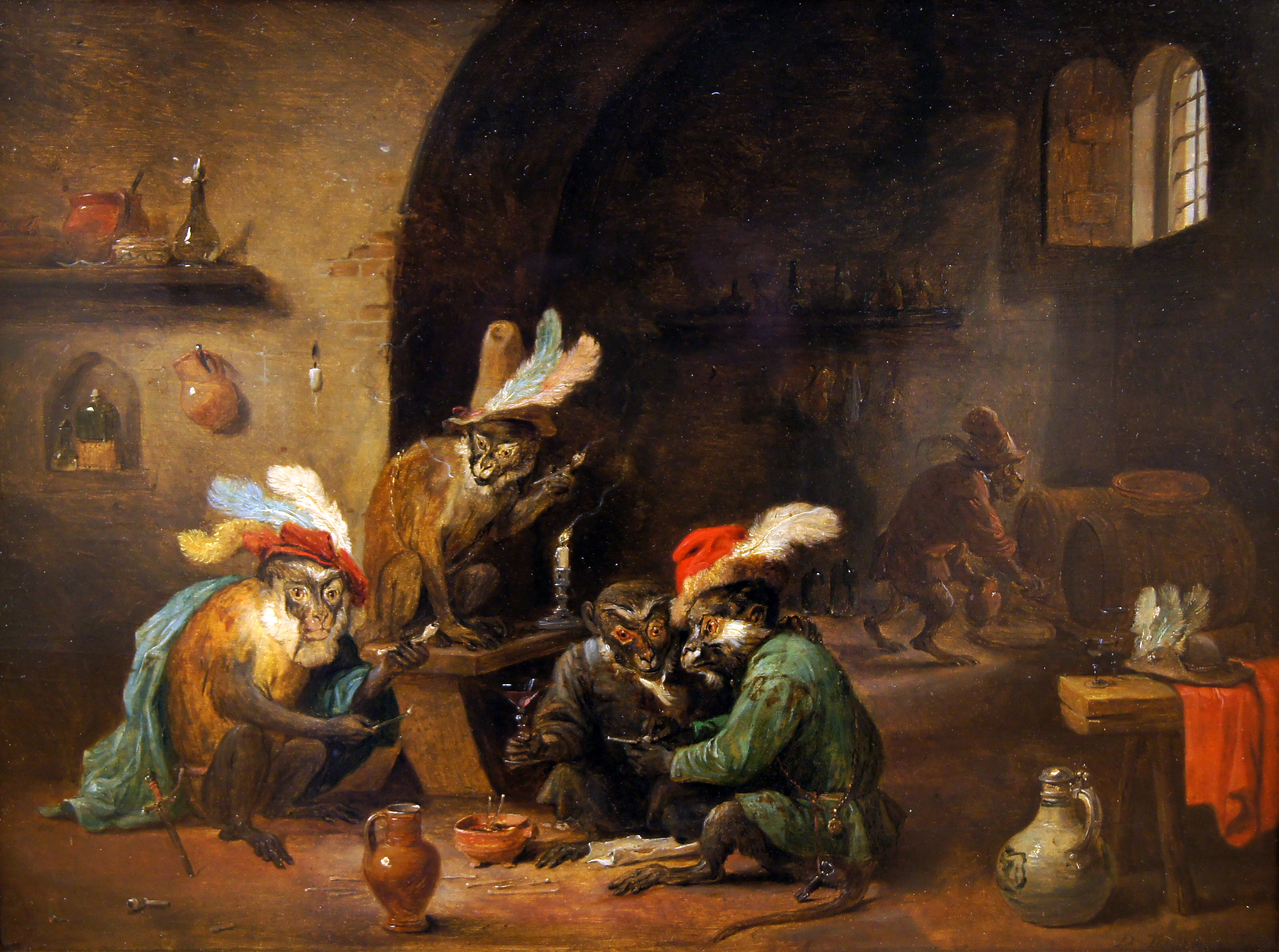
David Teniers il Giovane, Scimmie che fumano, 1650
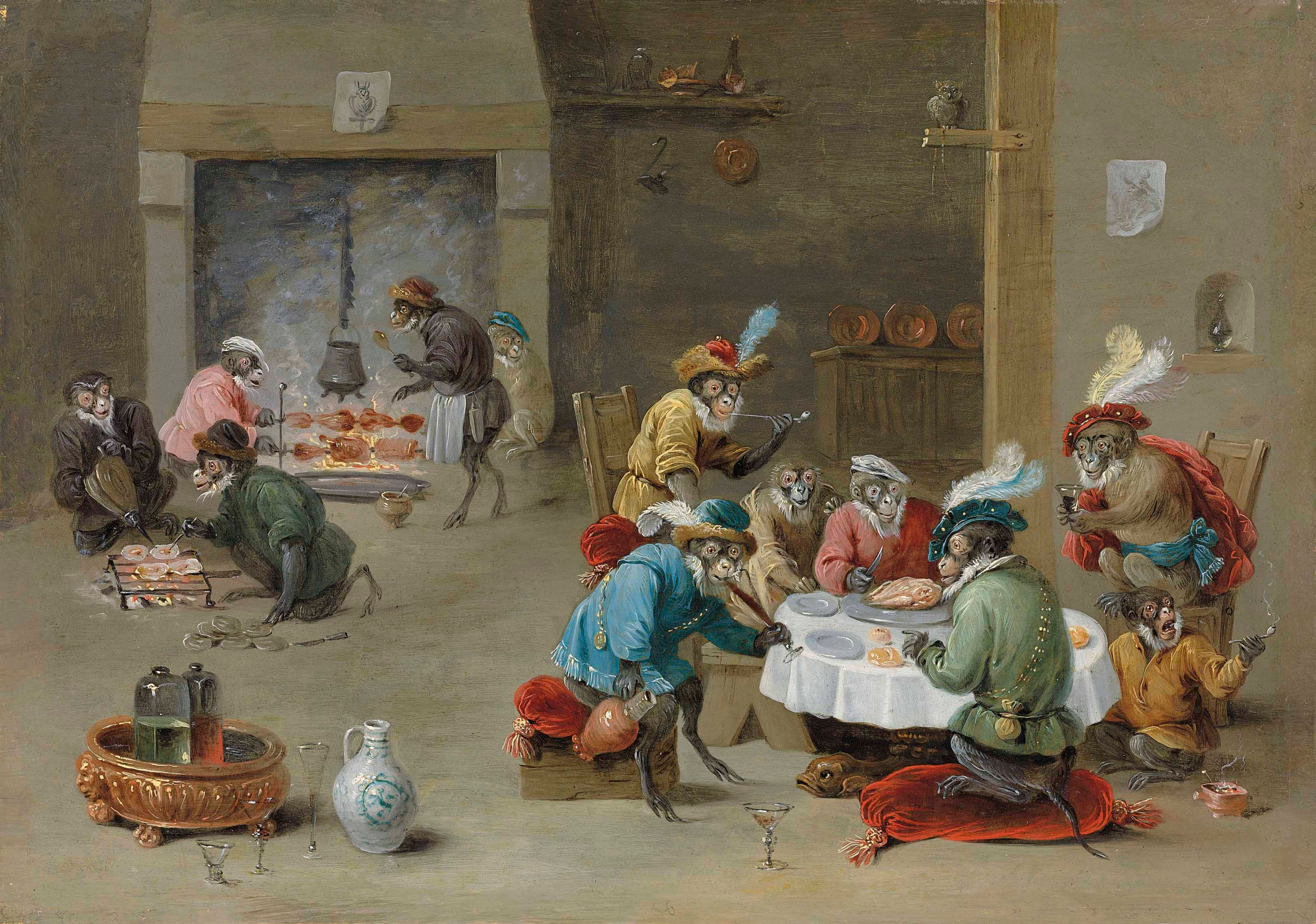
Abraham Teniers, Scimmie che fumano, bevono e preparano il pasto in cucina, ca. 1657
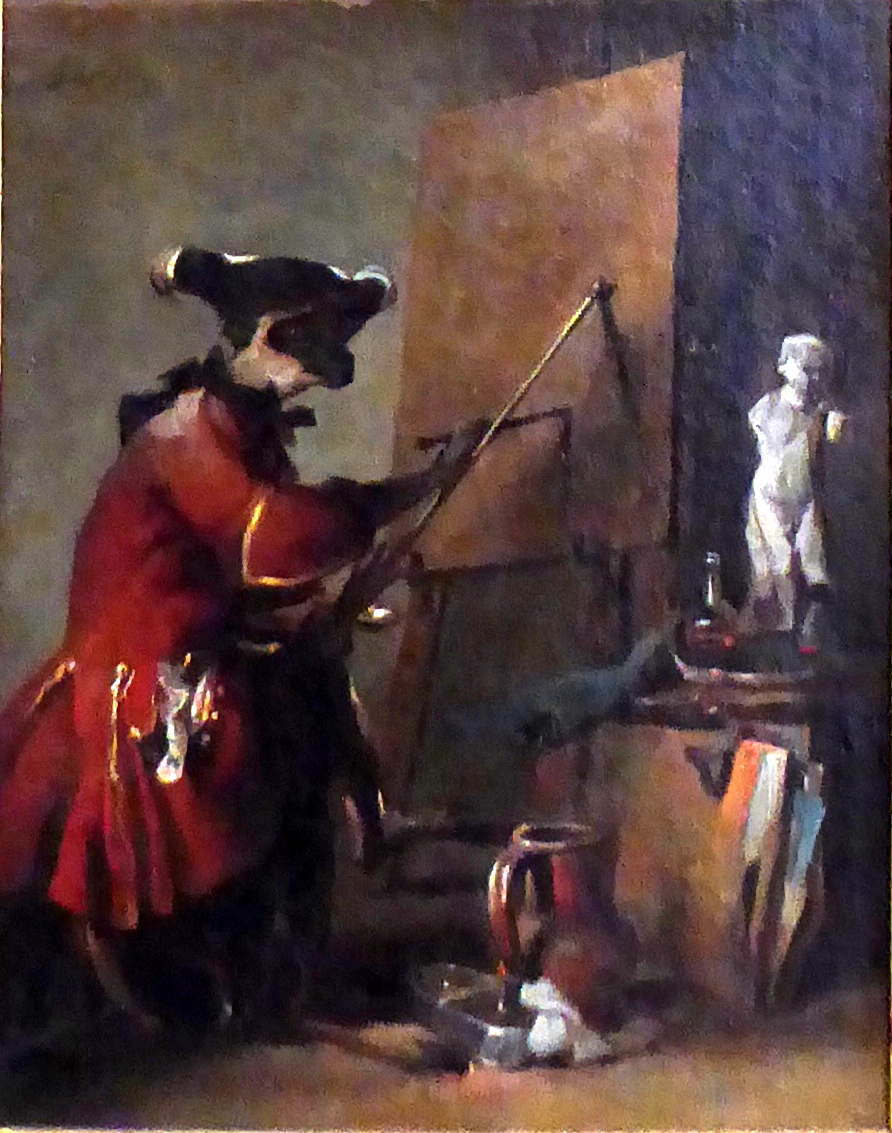
Jean-Baptiste-Siméon Chardin, La scimmia pittrice, 1735
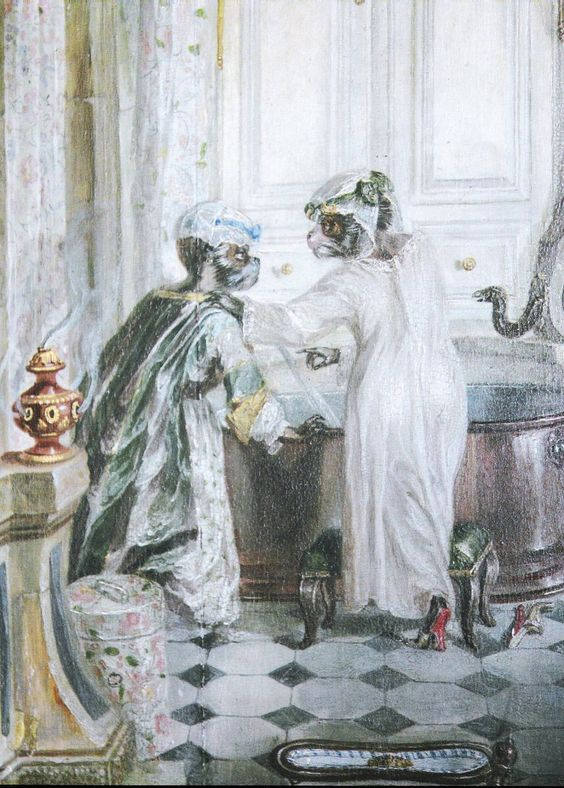
Christophe Huet, Petite Singerie - le bain, Chantilly, Museo Condé, 1735
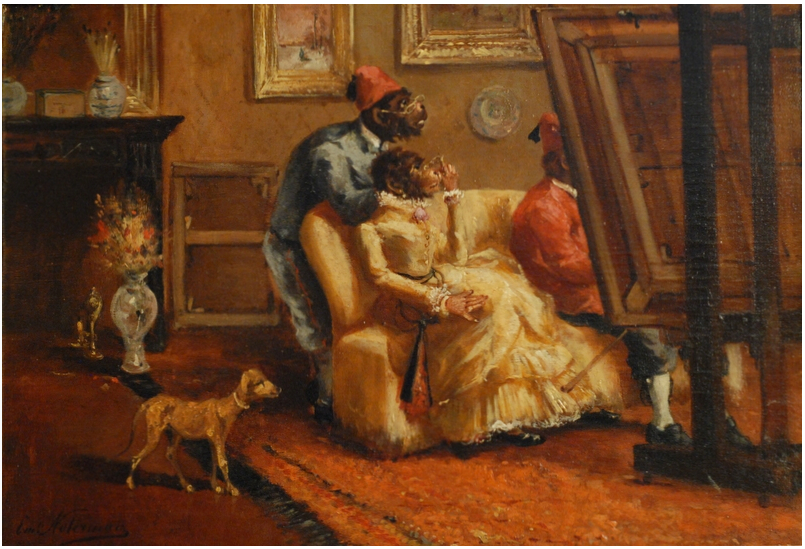
Emmanuel Noterman, Gli esperti d'arte, XIX secolo